# كوبا برناردو أوهيجينز
كأس برناردو أوهيجينز (الإسبانية: Copa Bernardo O'Higgins) ( الإنجليزية: Bernardo O'Higgins Cup ) كانت بطولة كرة قدم وطنية يتنافس عليها منتخبي البرازيل وتشيلي، بدات عام 1955 إلى عام 1966. كانت المنافسة، التي أقيمت بنظام الذهاب والإياب، مشابهة للبطولات الأخرى التي أقيمت في ذلك الوقت، مثل كأس روكا بين الأرجنتين والبرازيل.

## التسمية

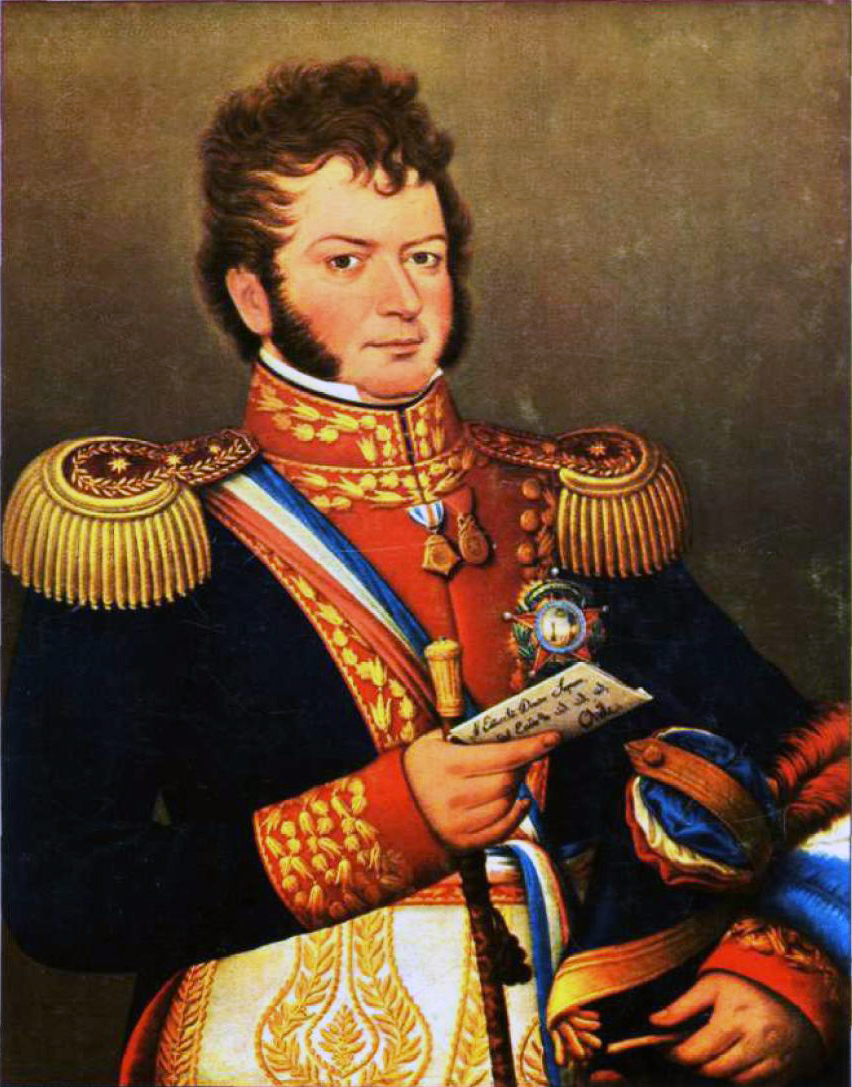
تم تسمية الكأس تكريمًا للعسكري والسياسي التشيلي برناردو أوهيجينز

كان اسم الكأس تكريمًا لبرناردو أوهيجينز، وهو شخصية ذات أهمية كبيرة في استقلال تشيلي، ويُعتبر أحد محرري أمريكا الجنوبية أثناء الاحتلال الإسباني في الفترة الاستعمارية.

## قائمة الأبطال
| البطولة | السنة | المستضيف | بطل      | المباراة 1 | المباراة 2 | النتيجة (نقاط) |
| ------- | ----- | -------- | -------- | ---------- | ---------- | -------------- |
| 1       | 1955  | البرازيل | البرازيل | 1–1        | 2–1        | 2–1            |
| 2       | 1957  | تشيلي    | تشيلي    | 1–0        | 1–1        | 2–1            |
| 3       | 1959  | البرازيل | البرازيل | 7–0        | 1–0        | 4–0            |
| 4       | 1961  | تشيلي    | البرازيل | 1–2        | 0–1        | 4–0            |
| 5       | 1966  | تشيلي    | تشيلي    | 0–1        | 2–1        | 2–2 (g.d.)     |
| 5       | 1966  | تشيلي    | البرازيل | 0–1        | 2–1        | 2–2 (g.d.)     |

## تفاصيل المباراة

### 1955
| البرازيل | 1–1   | تشيلي   |
| -------- | ----- | ------- |
| Pinheiro | تقرير | Ramírez |

| البرازيل          | 2–1   | تشيلي      |
| ----------------- | ----- | ---------- |
| Maurinho · Álvaro | تقرير | Hormazabal |

### 1957
| تشيلي    | 1–0   | البرازيل |
| -------- | ----- | -------- |
| Meléndez | تقرير |          |

| تشيلي          | 1–1   | البرازيل  |
| -------------- | ----- | --------- |
| Fernández 102' | تقرير | Matos 15' |

## أفضل الهدافين
بيليه وكوارنتينا هما أفضل هدافي البطولة على مر العصور بثلاثة أهداف لكل منهما.   بيليه هو اللاعب الوحيد الذي سجل ثلاثية في البطولة (مباراة الذهاب عام 1959 في ماراكانا في البرازيل). 